# KompoZer
KompoZer is een wysiwyg HTML-editor, gebaseerde op de – sedert 2005 – niet verder ontwikkelde Nvu-editor. Het project is een door de gemeenschap gemaakte opensource-fork, bedoeld om de broncode van Nvu te bewaren en bugs op te lossen. Het programma kreeg zelf intussen geen updates meer sinds 2010. Kompozer werkt op meerdere platforms en bestaat ook in het Nederlands.
Met KompoZer kunnen webpagina’s gemaakt worden in Wysiwyg-modus, terwijl men kan omschakelen naar een HTML-codescherm, of beide kan bekijken in een gesplitst scherm, net als bij vergelijkbare programma’s als BlueGriffon of de Seamonkey Composer. Net als in BlueGriffon, maar in tegenstelling tot Seamonkey, kan in het ontwerpscherm meteen uit een eigen CSS-stijl gekozen worden.
De laatste bruikbare versie is KompoZer 0.8 beta 3, uitgebracht in februari 2010, die gebruikmaakt van Gecko 1.8.1-layout-engine. Hoewel de ontwikkeling is stopgezet, wordt het programma toch nog vaak gedownload en bestaat op de site van Sourceforge een beperkt ondersteuningsforum.